# Lijst van hogeronderwijsinstellingen in Ierland
Hieronder een lijst van hogeronderwijsinstellingen in Ierland.

## Universiteiten
- Dublin City University (Dublin)
- Nationale Universiteit van Ierland
  - Nationale Universiteit van Ierland, Cork (Cork)
  - Nationale Universiteit van Ierland, Dublin (Dublin)
  - Nationale Universiteit van Ierland, Galway (Galway)
  - Nationale Universiteit van Ierland, Maynooth (Maynooth)
- University College Dublin - Dublin
- Universiteit van Dublin (Trinity College) (Dublin)
- Universiteit van Limerick (Limerick)

## Hogescholen
| Deze lijst is (mogelijk) incompleet. U wordt uitgenodigd op bewerken te klikken om de lijst uit te breiden. |

- Cavan Instituut (Cavan)
- Nationale Hogeschool van Ierland (Dublin)
- Nationale Hogeschool voor Kunst en Design (Dublin)